# よだれもん家族
『よだれもん家族』（よだれもんかぞく）はテレビ東京で、2022年4月10日より9月25日まで、毎週日曜日の11時00分から11時25分に放送されていた連続テレビドラマである。

## 概要
同作品は、現代のどこにでもありそうな団地で、いわゆる「お取り寄せ通販」を好む間野家（あいのけ）を舞台に描くシチュエーション・コメディであり、様々なお取り寄せを通して起こるクスッと笑える話を2クール（半年間）にわたって展開する。
主演は大竹一樹。また劇中で登場するお取り寄せは、このドラマの原作・監修を務める秋元康が自ら選んだものをピックアップしたという。
9月25日の最終回放送終了後の夕方（16:00 - 17:15）には、テレビ東京が「食を通じて、世界を幸せ口にする」をテーマに実施されたキャンペーン「テレ東系食べる1週間 世界を幸せ口にする 食べ東」（9月19日 - 25日）の一環として、大竹ら間野一家のメンバーが団地の我が家を飛び出し、同局の「食べる」番組に出演している芸能人とコラボするグルメロケ特番「よだれもん一家SP 間野一家チートデイ 幸せ口を探せ!」が、連続ドラマをネットしていなかった系列局も含め、全国ネットで放送された。

## キャスト

### 間野家
間野啓太（あいの けいた）
演 - 大竹一樹（さまぁ〜ず）
お取り寄せグルメを趣味にしている、サラリーマン。
久慈元（くじ はじめ）
演 - 松尾諭
間野家に居候している絵理子の兄。アルバイトとバンド活動を転々としているが、うまくいかず事実上ニート。
間野絵理子（あいの えりこ）
演 - 宮澤エマ
啓太の妻。元に何とか、仕事続いてほしいと思っている。
間野そら（あいの そら）
演 - 長谷川百々花
啓太の娘。大学1年生。

### ゲスト
第5話・第14話・第24話
日々川（ひびかわ）
演 - 野間口徹
間野家のお隣さん。
第11話・第15話・第20話
亜子（あこ）
演 - 猫背椿
間野家のご近所さん。話し出すと時空が歪む。
第17話・第21話
統人（つなと）
演 - 青木瞭
そらの彼氏。
第22話
宇津善美（うつ よしみ）
演 - YOU
元の元妻。ラジオDJ。愛称「うつみん」。
第23話
彦摩呂
演 - 本人
間野家が見てるテレビのグルメリポーター（声のみ）
最終回
和久田一彦（わくた かずひこ）
演 - 三村マサカズ（さまぁ〜ず）
間野家にお取り寄せグルメを届けているカメレオン便（宅配便）の配達員。
静流（しずる）
演 - オダギリジョー
元や絵理子の従兄弟。
特番
ビビる大木、狩野恵里
間野3人家族がレストランで出会った、『家、ついて行ってイイですか?』の出演者。
濱津隆之
間野家と元がカフェで出会った、『絶メシロード』の主演者。
三四郎
間野家と元が出会った、『デカ盛りハンター』の出演者。

## スタッフ
- 企画・原案・監修 - 秋元康
- 脚本 - 伊達さん（大人のカフェ）、八代丈寛、野崎浩貴、芹川梓、椿本慶次郎（ソケット）
- 監督 - 椿本慶次郎（ソケット）
- 音楽 - MAYUKO
- エンディングテーマ - 0am「Little Shy」（SKID ZERO）
- チーフプロデューサー - 伊藤隆行（テレビ東京）
- プロデューサー - 工藤里紗（テレビ東京）、山下宏樹（テレビ東京）、櫻井雄一（ソケット）
- 製作 - テレビ東京、ソケット

## 放送日程
| 話数   | 放送日  | サブタイトル                         | 脚本              | お取り寄せ商品                                                                    |
| ------ | ------- | ------------------------------------ | ----------------- | --------------------------------------------------------------------------------- |
| 第1話  | 4月10日 | フジロックとサニーパンの因果関係の巻 | 八代丈寛          | シロヤ（黒崎店）「サニーパン」                                                    |
| 第1話  | 4月10日 | おじさん達の逆襲!の巻                | 伊達さん          | みなみかわ製麺株式会社「オホーツクの塩ラーメン」                                  |
| 第2話  | 4月17日 | 考察について考察してみた、の巻       | 伊達さん          | 蔵前元楽総本店「元楽チャーシュー」                                                |
| 第2話  | 4月17日 | とある日の家族会議!の巻              | 八代丈寛          | ミッちゃん餃子「自家製冷凍餃子」                                                  |
| 第3話  | 4月24日 | 昼下がりの疑惑の巻                   | 八代丈寛          | とん汁の店 たちばな「パック詰めとん汁」                                           |
| 第3話  | 4月24日 | 雑談しようよ、の巻                   | 伊達さん          | 株式会社 ワイ・エス・エヌ「焼き芋メーカー」                                       |
| 第4話  | 5月01日 | 変わるものと変わらないものの巻       | 野崎浩貴          | 仙波豆富 小野食品「なごり雪」                                                     |
| 第4話  | 5月01日 | 邪道仕分けの巻                       | 八代丈寛          | トミーズ（魚崎本店）「あん食」                                                    |
| 第5話  | 5月08日 | 乙女の涙、父の無神経…の巻            | 伊達さん          | 旬果瞬菓 共楽堂「ひとつぶの乙女の涙」                                             |
| 第5話  | 5月08日 | おじさまたちの家キャンの巻           | 伊達さん          | 中里菓子店「揚最中」                                                              |
| 第6話  | 5月15日 | 欠席ラベリング裁判の巻               | 伊達さん          | 清水屋「黒大奴」                                                                  |
| 第6話  | 5月15日 | 戦国団地無双の巻                     | 八代丈寛          | George's Pie「チーズカレーパイ」                                                  |
| 第7話  | 5月22日 | 記憶の引き出しの巻                   | 野崎浩貴          | 新潟交通商事株式会社「万代シテイ バスセンターのカレー」                           |
| 第7話  | 5月22日 | 待つのも良いよね。の巻               | 伊達さん          | 神戸北野 旭屋精肉店「TOR ROAD」「北野坂」                                         |
| 第8話  | 5月29日 | ハーモニーの巻                       | 八代丈寛          | 京都餃子テツノイタ「テツノイタ冷凍餃子」                                          |
| 第8話  | 5月29日 | もうひとりいる…?の巻                 | 野崎浩貴          | 清風楼「シウマイ」                                                                |
| 第9話  | 6月05日 | 気遣いスクランブルの巻               | 八代丈寛          | おとうふ工房いしかわ「人気者セット」                                              |
| 第9話  | 6月05日 | どうするラストピースの巻             | 伊達さん          | ハウス オブ フレーバーズ「チーズケーキ」                                          |
| 第10話 | 6月12日 | 気の合う二人の巻                     | 野崎浩貴          | 中華のサカイ本店「冷めん（焼豚入り・ハム入り）」                                  |
| 第10話 | 6月12日 | そういえば…の巻                      | 八代丈寛          | 赤羽 おんがね「濃厚とろける参鶏湯」                                               |
| 第11話 | 6月19日 | 脅迫コンプライアンス…の巻            | 八代丈寛          | 美寿々屋本舗「はんごろしキムチ」                                                  |
| 第11話 | 6月19日 | 歪む時空!?の巻                       | 伊達さん          | ひぃ坊家「かごしま黒豚餃子」                                                      |
| 第12話 | 6月26日 | 背中で語る娘…の巻                    | 伊達さん          | 池田屋醸造合名会社「甘〜い新たまねぎ生ドレッシング」                              |
| 第12話 | 6月26日 | ふたり占めの巻                       | 野崎浩貴          | しらす創り七代目 山利「金印 特上釜あげしらす」                                    |
| 第13話 | 7月03日 | 怖い話…の巻                          | 八代丈寛          | 野毛とりとん（横浜鶴屋町店）「お家でタッカンマリ」                                |
| 第13話 | 7月03日 | 僕らポジショントーカーズ、の巻       | 伊達さん          | はつだ「和牛弁当」                                                                |
| 第14話 | 7月10日 | 最高の調味料の巻                     | 野崎浩貴          | LAMP野尻湖「ラム麻婆」                                                            |
| 第14話 | 7月10日 | 隠密ドレッシングの巻                 | 芹川梓 椿本慶次郎 | 株式会社戸村精肉本店「ドレッシング甘口」                                          |
| 第15話 | 7月17日 | あそこにも、ココにも、の巻           | 芹川梓            | ANGELINA「モンブランオリジナル」                                                  |
| 第15話 | 7月17日 | 暑くて冷たい昼下がりの巻             | 伊達さん          | 鳥一番フードサービス「努努鶏 手羽中・骨付」                                       |
| 第16話 | 7月24日 | ひじきとおじきの巻                   | 野崎浩貴          | 十二堂えどや「梅の実ひじき」                                                      |
| 第16話 | 7月24日 | くだらなく生きたいんだ。の巻         | 伊達さん          | mono「しめのめし」                                                                |
| 第17話 | 7月31日 | 時間差の巻                           | 八代丈寛          | わたや 本店「みどりのラー油・へぎそば 打ちたて生そば」                            |
| 第17話 | 7月31日 | 甘酸っぱい思いの巻                   | 野崎浩貴          | フルッティア「フルーツポンチッチ Dream」                                          |
| 第18話 | 8月07日 | 糖質廻戦（厨二廻戦）の巻             | 八代丈寛          | 株式会社ふじた「ぬかみそだき（さば）赤ラベル」                                    |
| 第18話 | 8月07日 | 明日、何話す?の巻                    | 伊達さん          | CHÉRIE MAISON DU BISCUIT「ビスキュイサンド（ラムレーズン&マロングラッセサンド）」 |
| 第19話 | 8月14日 | 割っちゃった日、の巻                 | 伊達さん          | モン プティ プッサン。「ミニミニ肉球フロランタン」                                |
| 第19話 | 8月14日 | 今さら…の向こう側の巻                | 八代丈寛          | 亀八「もつ鍋『やみつきの黄』」                                                    |
| 第20話 | 8月21日 | イタリアンナイトメアの巻             | 野崎浩貴          | Pastificio del Gatto「トリテッリーニ・イン・ブロード」                            |
| 第20話 | 8月21日 | 100個言えるかな?の巻                 | 伊達さん          | RAU「Nami-Nami」                                                                  |
| 第21話 | 8月28日 | デス・ゲームの巻                     | 八代丈寛          | 宮崎 小林 地鶏の里「だまって食べて魅卵ね・野菜の素」                              |
| 第21話 | 8月28日 | バースデーサプライズの巻             | 野崎浩貴          | 洋菓子工房 華菓「シフォンケーキ」                                                 |
| 第22話 | 9月04日 | おかしくなろうぜ!の巻                | 伊達さん          | まるみつ旅館「茨城あんこう鍋・あん肝ラーメン」                                    |
| 第22話 | 9月04日 | おかしくなろうぜ!の巻                | 伊達さん          | パティスリーヤナギムラ「ヤナギムラのフローズンしろくま」                          |
| 第22話 | 9月04日 | 失敗していこうぜ!の巻                | 伊達さん          | シャンウェイ「シャンウェイ監修 柔らか蒸し鶏の香味醤油」                           |
| 第22話 | 9月04日 | 失敗していこうぜ!の巻                | 伊達さん          | 三谷牧場「金のバター」                                                            |
| 第23話 | 9月11日 | ごはんのお供グランプリの巻           | 野崎浩貴          | 遠藤五一が作る「つや姫」                                                          |
| 第23話 | 9月11日 | ごはんのお供グランプリの巻           | 野崎浩貴          | 中村家「あわび・ホタテ入り『特製うに味噌』」                                      |
| 第23話 | 9月11日 | ごはんのお供グランプリの巻           | 野崎浩貴          | ふるさと海士「寒シマメ肝醤油漬け」                                                |
| 第23話 | 9月11日 | ごはんのお供グランプリの巻           | 野崎浩貴          | シズオカミート「削り節ミート Theふわり（牛・豚・鶏）」                            |
| 第23話 | 9月11日 | デビューの巻                         | 八代丈寛          | 千力本店「松坂牛ホルモンミックス」                                                |
| 第24話 | 9月18日 | 父のセカンドライフの巻               | 野崎浩貴          | 三高水産「秋田県産 ぎばさ」                                                       |
| 第24話 | 9月18日 | 嘘から出た…の巻                      | 八代丈寛          | 縁 みそら屋「江戸甘ごし味噌プリン」                                               |
| 最終話 | 9月25日 | 考えさせてよ!の巻                    | 伊達さん          | 割烹白山「川蟹すいとん」                                                          |
| 最終話 | 9月25日 | そして私は、考えるのをやめた…の巻    | 伊達さん          | 焼肉すどう 春吉「焼肉すどうの特上おうち焼肉セット」                               |

### 放送局
| 放送期間                                         | 放送時間                          | 放送局       | 対象地域   | 備考   |
| ------------------------------------------------ | --------------------------------- | ------------ | ---------- | ------ |
| 2022年4月10日 - 9月25日                          | 日曜 11:00 - 11:25                | テレビ東京   | 関東広域圏 | 製作局 |
| 2022年6月26日 - 9月25日 2022年10月2日 - 12月25日 | 日曜 8:30 - 8:55 日曜 8:00 - 8:25 | テレビ和歌山 | 和歌山県   |        |
| 2022年8月14日 - 2023年3月19日                    | 日曜 10:30 - 11:00                | 福島放送     | 福島県     |        |